# يوليانا ماريا من براونشفايغ-فولفنبوتل
يوليانا ماريا من براونشفايغ-فولفنبوتل (بالدنماركية: Juliane Marie af Braunschweig-Wolfenbüttel)‏ (4 سبتمبر 1729- 10 أكتوبر 1796) كانت ملكة الدنمارك والنرويج من خلال زواجها من فريدريك الخامس كزوجة ثانية، وهي والدة الأمير فريدريك من الدنمارك، وجدة كريستيان الثامن، وهي ابنة فرديناند ألبرخت الثاني دوق براونشفايغ-فولفنبوتل والدوقة أنطوانيت آمالي شقيقة الإمبراطورة إليزابيث كريستين، تزوجت من فريدريك في 8 يوليو 1752 بعد ستة أشهر من وفاة زوجته الأولى لويزا من بريطانيا العظمى، هي كملكة لم تشارك في حياة سياسية ولكن بعد وفاة زوجها عام 1766 وصعود ابنه كريستيان السابع وبستة أشهر من اعتله العرش تزوج من ابنة خاله كارولين ماتيلدا من بريطانيا العظمى أصبحت تتعامل بالعداء معهم وذلك بدأت تشارك في الحياة السياسية وفي عام 1768 دبرت لملك المومس ستوفلت-كاثرين التي زار معه محلات الدعارة في كوبنهاغن، في عام 1770 غرق الملك في حالة من المرض العقلي، وأصبحت السلطة بين أيادي العاشقين الطبيب الملكي يوهان فريدريش ستروينسي والملكة كارولين ماتيلدا وكانت آرائه السياسية الليبرالية، وأصدر سلسلة من القوانين الديمقراطية التي أثارت معارضة النبلاء، وأصبحت في مركز المعارضة وفضحت علاقتهم عام 1772، بعد ولادة ابنتهما لويزا أوغستا التي جرى اعترف به لاحقاً كابنة كريستيان، أجبرت الملك إلي أصدر وثيقة اعتقالهما، فأخذوا الملكة إلى قلعة كرونبورغ وسمح لها أخذ ابنته معها، وليس الأمير فريدريك، وتم استجواب ستروينسي حتى تم اعترف تحت التعذيب وتم اعدمه بعد فسخ الزواج بين الملك والملكة وفي حين أجبرت الملكة للرحيل نحو قلعة تسيليه بإمارة هانوفر التابعة للأخيها جورج الثالث ملك المملكة المتحدة·

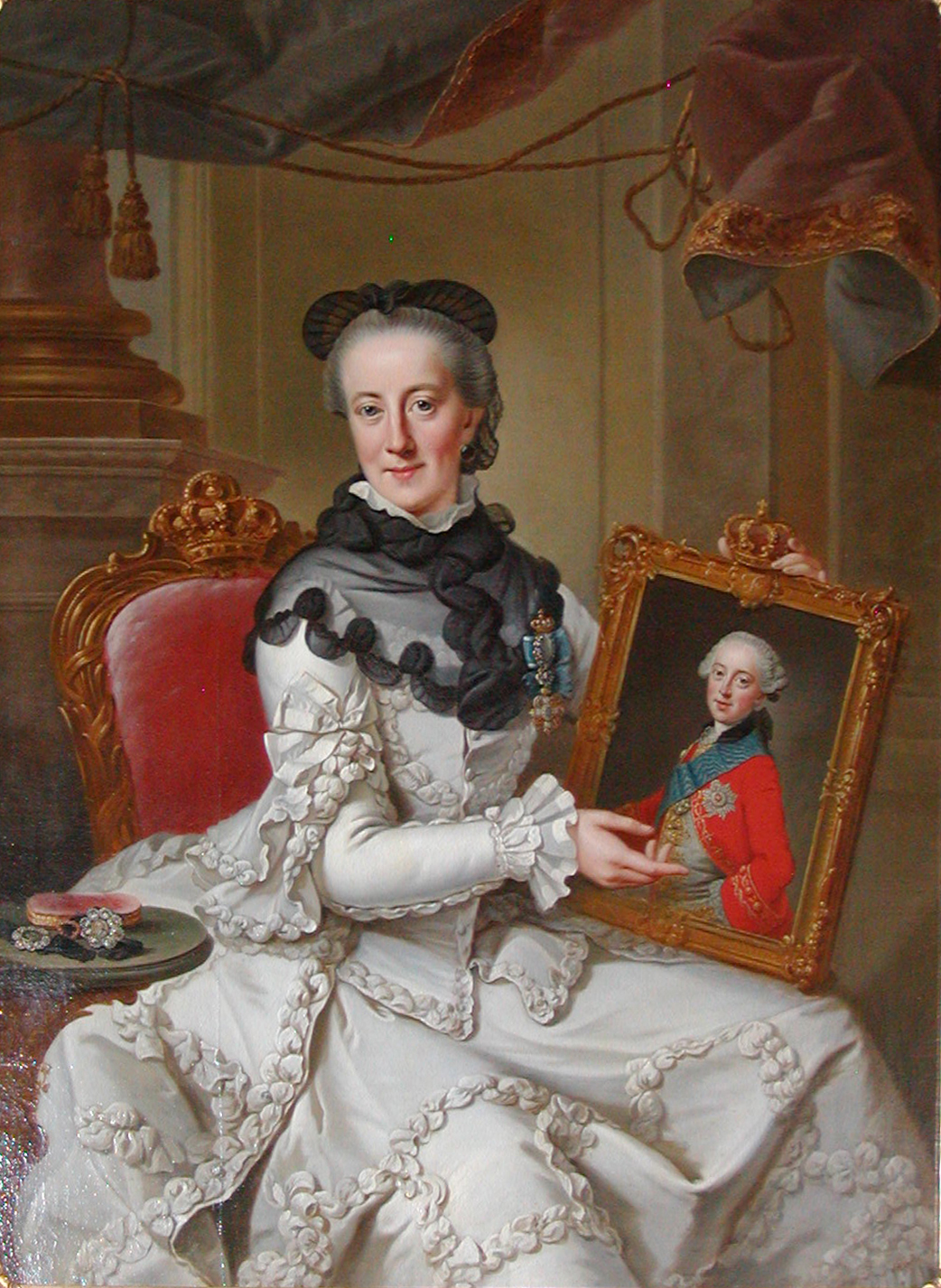
الملكة-الأرملة تعرض صورة ابنها.

وأصبحت هي بعد الآن الوصية العرش بمشاركة مع ابنها الأمير فريدريك والسياسي أوفه هويغ-غولدبرغ حتى انقلاب الأمير فريدريك (ابن) عام 1784 بعد أن أصبح بالغاً، وبذلك قل نشاطها السياسي وتوفيت في قلعة فريدريكسبورغ بعام 1796.

## ثبت المراجع
- Danske dronninger i tusind år, Steffen Heiberg, 2000
- Gyldendal og Politikens Danmarkshistorie bind 9 (Den lange fred), 1990
- "Juliane Marie" at KVINFO (in Danish)
- Marie Tetzlaff : Katarina den stora (1998)
- Carl Frederik Bricka (1887-1905) "Juliane Luise Amalie" in Dansk biografisk Lexikon VIII. Bind. Holst - Juul / 611 (في الدنماركية)

| يوليانا ماريا من براونشفايغ-فولفنبوتل أسرة براونشفايغمواليد: 4 سبتمبر 1729 وفيات: 10 أكتوبر 1796 |                                          |                                         |
| سبقه لويزا من بريطانيا العظمى                                                                    | ملكة الدنمارك والنرويج قرينة 1752 – 1766 | تبعه كارولين ماتيلدا من بريطانيا العظمى |